# بذل النصح والشفقة للتعريف بصحبة السيد ورقة
بذل النصح والشفقة للتعريف بصحبة السيد ورقة هو كتاب عن إيمان ورقة بن نوفل، ألفه الإمام برهان الدين البقاعي (809 هـ - 885 هـ). ألف البقاعي كتابه في إيمان ورقة بن نوفل بالنبي صلى الله عليه وسلم وصحبته له., يقع الكتاب في نمانية وستين صفحة.